# Brogan (Automarke)
Brogan war eine US-amerikanische Automobilmarke, die von 1946 bis 1951 von der B & B Specialty Company in Rossmoyne, Ohio gebaut wurde.
Der erste Brogan wurde 1946–1948 gebaut. Es handelte sich um einen winzigen, zweisitzigen Roadster mit drei Rädern (ein einzelnes Rad vorne), der einem Autoscooterwagen ähnlich sah. Zum Antrieb diente ein vorne eingebauter luftgekühlter Zweizylindermotor von Onan, der eine Leistung von 10 bhp (7,4 kW) entwickelte. Der Radstand betrug 1524 mm. Der Verkaufspreis lag bei US$ 600,–.
1948 kam der Brogan Package Car dazu, mit dem Lasten transportiert werden konnten. 1949 wurde der erste Brogan durch den Broganette ersetzt. Der bot vier Passagieren Platz und besaß ein einzelnes Hinterrad. Der Motor war gleich geblieben.